# Euxoa islandica
Euxoa islandica är en fjärilsart som beskrevs av Otto Staudinger 1857. Euxoa islandica ingår i släktet Euxoa och familjen nattflyn. Inga underarter finns listade i Catalogue of Life.